# جندب الحشرج
جندب الحشرج أو جندب صريري (الاسم العلمي Psophus stridulus)، نوع من جنادب الفرقة المجنحة والمنتمية إلى فصيلة الجرادية.